# 村岡屋
株式会社村岡屋（むらおかや）は、佐賀県の菓子メーカー。県内だけでなく福岡県や長崎県にも出店しており、九州を代表する菓子メーカーのひとつ。
代表的な商品は「さが錦」。

## 沿革
- 1928年12月 - 小城郡小城町（現・小城市）の村岡家（現在の村岡総本舗）から分家し佐賀市に村岡羊羹店として創業。
- 1953年4月 - 店名を村岡屋と改称。
- 1954年6月 - 最中 「鍋島さま」発売。
- 1956年4月 - 「丸ぼうろ」発売。
- 1969年3月 - 有限会社村岡屋を設立。
- 1971年10月 - 銘菓「さが錦」発売。
- 1989年3月 - 伝説銘菓「徐福さん」発売。
- 1991年5月 - 株式会社に組織変更。

## 商品
- 和菓子
  - さが錦 [2]
  - 丸ぼうろ [3]
  - 鍋島さま[4]
  - どら焼き [5]
  - 小豆のかくれんぼ[6]
- 羊羹
  - 小城羊羹 [7]
  - 昔風味の小城羊羹[8]
- 焼菓子
  - 徐福さん[9]
  - 果恋[10]
- ケーキ・アイス
  - さが錦ロール[11]
  - 村岡屋アイス

## 店舗
佐賀県
- 本店（佐賀市）
- 高伝寺前店（佐賀市・高伝寺北）
- 水ケ江店（佐賀市）
- 大和店（佐賀市）
- 卸本町店（佐賀市）
- 佐賀駅店（佐賀市・JR佐賀駅内）
- イオンモール佐賀大和店（佐賀市・イオンモール佐賀大和内）
- 巨勢店（佐賀市・モラージュ佐賀内）
- イオン佐賀店（佐賀市・イオン佐賀店内）
- ゆめタウン佐賀店（佐賀市・ゆめタウン佐賀内）
- 神埼店（神埼市）
- 千代田店（神埼市）
- 牛津店（小城市）
- フレスポ鳥栖店（フレスポ鳥栖内）
- 多久店（JR多久駅あいぱれっと内）
- イオン江北店（杵島郡江北町 イオン江北店内）
- ゆめタウン武雄店（武雄市 ゆめタウン武雄内）
- イオン唐津店（唐津市 イオン唐津ショッピングセンター内）
- 有田店（西松浦郡有田町 肥前地所ビル内）
- 鹿島店（鹿島市 スーパーモリナガ鹿島店内）

福岡県
- マイング博多駅店（福岡市博多区 博多駅マイング内）
- ゆめタウン大川店（大川市 ゆめタウン大川内）

長崎県
- イオン大塔店（佐世保市 イオン大塔ショッピングセンター内）